# Kanton Celica

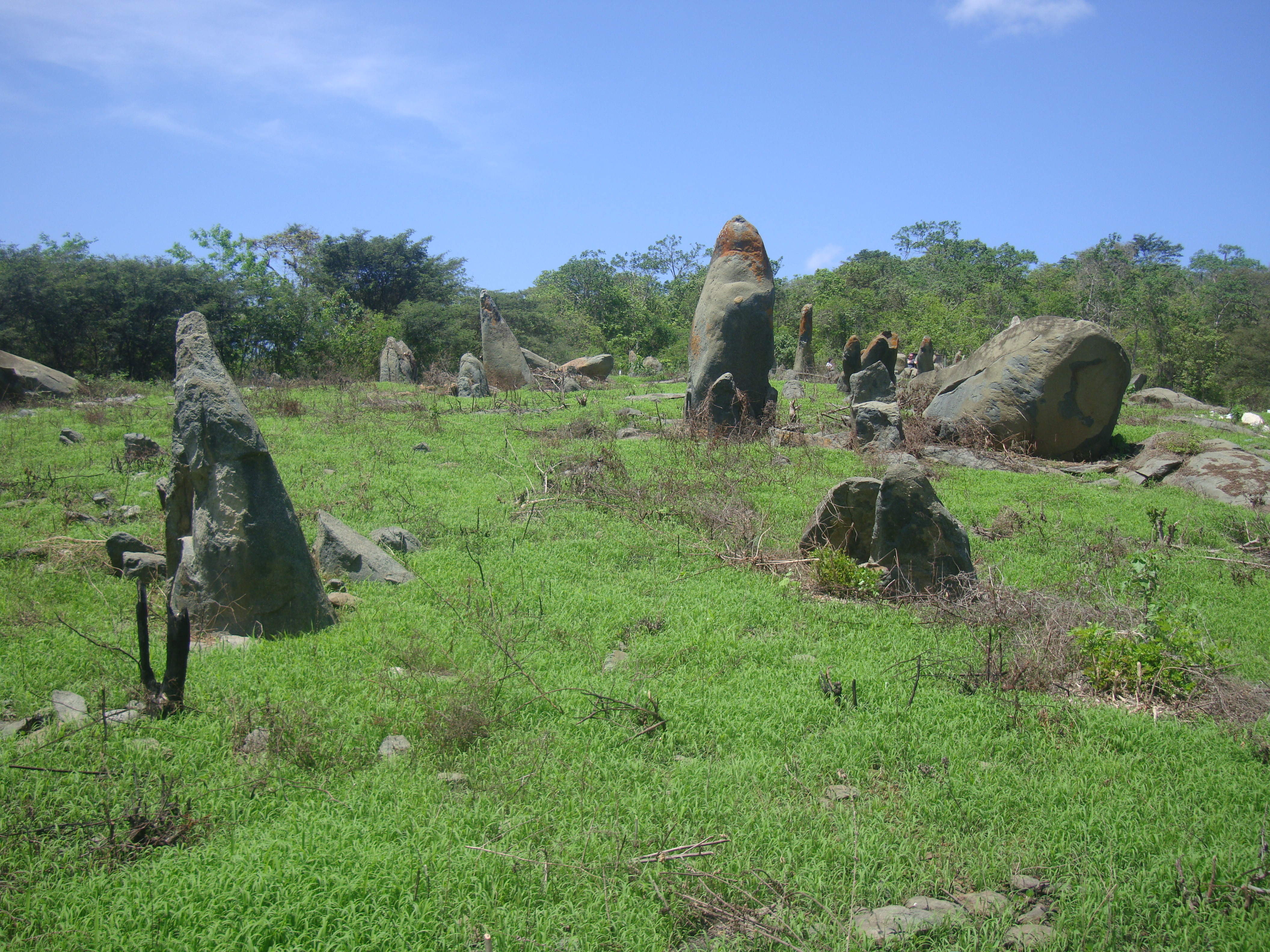
Megalithe von Quillusara

Der Kanton Celica befindet sich in der Provinz Loja im äußersten Süden von Ecuador unweit der peruanischen Grenze. Er besitzt eine Fläche von 521,3 km². Im Jahr 2020 lag die Einwohnerzahl schätzungsweise bei 16.000. Verwaltungssitz des Kantons ist die Kleinstadt Celica mit 4400 Einwohnern (Stand 2010). Der Kanton Celica existiert seit dem Jahr 1878.

## Lage
Der Kanton Celica befindet sich in den westlichen Ausläufern der Anden im Westen der Provinz Loja. Entlang der südöstlichen Kantonsgrenze fließt der Río Catamayo. Im Westen wird der Kanton vom Río Alamor begrenzt. Ein Höhenkamm durchzieht den Kanton in WSW-ONO-Richtung. Dieser erreicht im Osten eine Höhe von etwa 2660 m. Die Fernstraße E68 durchquert den Osten des Kantons und führt am Hauptort Celica vorbei. Die E25 durchquert den Westen des Kantons und passiert dabei den Ort Sabanilla. 
Der Kanton Celica grenzt im Süden an den Kanton Macará, im Westen an den Kanton Zapotillo, im Nordwesten an den Kanton Pindal, im zentralen Norden an den Kanton Puyango, im Nordosten an den Kanton Paltas sowie im Osten an den Kanton Sozoranga.

## Verwaltungsgliederung
Der Kanton Celica ist in die Parroquia urbana („städtisches Kirchspiel“)
- Celica

und in die Parroquias rurales („ländliches Kirchspiel“)
- Cruzpamba
- Pózul
- Sabanilla
- Teniente Maximiliano Rodríguez Loaiza (Verwaltungssitz in Algarrobillo)

gegliedert.

## Sehenswertes
Im Kanton Celica befinden sich die Megalithe von Quillusara mit Petroglyphe aus der Vor-Inkazeit.